# Roberto García González
Roberto García González (* 8. November 1971 in Churintzio/Michoacán) ist ein mexikanischer Philosoph und römisch-katholischer Priester. Er absolvierte Studien zur Sponsion an der Polytechnischen Universität Madrid und promovierte an der Leopold-Franzens-Universität Innsbruck.

## Schulbildung und Studium
García González besuchte die Grundschule Colegio Crisanto Vélez (1977–1983) und anschließend das Gymnasium Pdte. Adolfo López Mateos (1983–1986) in Churintzio/Michoacán. Er machte sein Abitur 1989 an der Universidad Don Vasco in Uruapan und studierte von 1989 bis 1992 Philosophie und im Anschluss daran bis 1996 Theologie am Seminario de Zamora in Jacona/Michoacán.

## Akademisches und geistliches Wirken
Am 10. März 1995 wurde er Lektor, am 23. September 1995 Akolyth in Zamora. Die Weihe zum Diakon erhielt er am 25. Mai 1996 und die Priesterweihe am 11. Januar 1997 (ebenfalls in Zamora).
Er wurde Magister der Philosophie degree an der Polytechnischen Universität Madrid (1998). Seine Diplomarbeit trug den Titel La „analogia entis“ como núcleo estructurante del pensamiento metafísico de Hans Urs von Balthasar bei Erasmo Bautista Lucas.
García González war von 1998 bis 2006 Professor für Philosophie und Bibliothekar am Priesterseminar der Diözese Zamora, zusätzlich Kaplan der Ordensgemeinschaft Töchter des Heiligen Geistes (2003–2006) und ebenfalls in der Pfarrei St. Felipe de Jesus in Sahuavo tätig (1999–2005).
2007–2010 war er in Innsbruck Mitglied des Redaktionsteams der Zeitschrift Korrespondenzblatt des Canisianums und Koordinator für das Studienjahr 2010–2011 am Collegium Canisianum. 2012 wurde er zum Doktor der Philosophie an der Leopold-Franzens-Universität Innsbruck promoviert. Seine Dissertation trug den Titel Kommunikative Interaktion des menschlichen Bewusstseins. Dialogischer Beitrag zur ›weichen‹, naturalistischen, universalpragmatischen Deutung des Bewusstseins in Anlehnung an den nachmetaphysischen Ansatz von Jürgen Habermas bei Christian Kanzian.
Anschließend übernahm er 2012–2013 eine Professur für Philosophie der Gegenwart am Priesterseminar der Diözese Zamora und war Spiritualbegleiter der Studenten der Universidad Don Vasco in Uruapan (2013–2014). Gleichzeitig war er Pfarrer der Gemeinde San Pablo Apóstol in Uruapan (2012–2015).

## Veröffentlichungen
- 1996: „Gloria“ como categoría estético-teológica en la obra Herrlichkeit de Hans Urs von Balthasar (Jacona).
- 1998: La „analogia entis“ como núcleo estructurante del pensamiento metafísico de Hans Urs von Balthasar (México).https://media.wix.com/ugd/41de79_f3247029f13946be937514a8836213fa.pdf
- 2005: »Notas armónicas entre Filosofía y Teología en el pensamiento de Hans Urs von Balthasar« (México).http://robgglez.wix.com/von-balthasar?fb_ref=Default
- 2008: »Beuchots analoge Hermeneutik. Ein aus Lateinamerika postanalytischer Ansatz« (Innsbruck).
- 2008: »Substantielle Bewegung, Schöpfung und Urknall. Metaphysische Betrachtungen über Thomas von Aquin und Stephen W. Hawking« (Innsbruck).
- 2008: »Warum sind der Zwischenzustand und die getrennte Seele anthropologisch unnötige Voraussetzungen der Auferstehungslehre? Kritik an den anthropologischen Voraussetzungen von Thomas, Inwagen, Ratzinger und Stump« (Innsbruck).
- 2009: »Cartesianische Anthropologie im fünften Teil von „Discours de la méthode“ (1637). Einführung in die Textlektüre« (Innsbruck).
- 2009: »Universalpragmatik, universale Geltungsansprüche und Universalienlehre« (Innsbruck).
- 2012: Kommunikative Interaktion des menschlichen Bewusstseins. Dialogischer Beitrag zur ›weichen‹, naturalistischen, universalpragmatischen Deutung des Bewusstseins in Anlehnung an den nachmetaphysischen Ansatz von Jürgen Habermas (Innsbruck).https://media.wix.com/ugd/41de79_65f5ee64d552475d9005ae71f5113857.pdf
- 2012: »El sexo desvinculado es un rompecorazones« (Uruapan).
- 2013: »Neurofilosofía« (Uruapan).http://robgglez.wix.com/filosofia?fb_ref=Default
- 2013: »Crítica a la religión y “nuevo” ateísmo« (Uruapan).http://robgglez.wix.com/filosofia?fb_ref=Default
- 2013: Diócesis de Zamora. Jubileo tras 150 años de ideologías del poder (Uruapan).http://robgglez.wix.com/jubileo?fb_ref=Default
- 2013: »La esclavitud del espejo« (Uruapan).
- 2014: »Creación y „big bang“« (Uruapan).http://robgglez.wix.com/creacion-y-big-bang?fb_ref=Default
- 2014: Destrascendentalización de los trascendentales. Socialización de la Metafísica en los contextos de vida (Uruapan).http://robgglez.wix.com/habilitacion?fb_ref=Default
- 2014: »Pragmática universal. Pretensiones a validez universal según Habermas y doctrina tomasiana sobre los universales« (Uruapan).http://robgglez.wix.com/los-universales?fb_ref=Default
- 2015: »Resurrección de la carne. Presupuestos antropológicos a partir de la Neurofilosofía« (Uruapan).http://robgglez.wix.com/resurreccion?fb_ref=Default
- 2015: La maldición del anillo. Adaptación basada en el Anillo del Nibelungo (Uruapan).http://robgglez.wix.com/maldicion-del-anillo?fb_ref=Default
- 2015: Ética de la renuncia al poder. Secuela de mi disertación doctoral en el contexto de nuestro México violento y convulso (Uruapan).http://robgglez.wix.com/disertacion?fb_ref=Default
- 2015: Vínculo matrimonial y familias irregulares. Lucha por el poder dentro de la Iglesia y Sínodo de Obispos sobre la Familia 2014–2015 (Uruapan).http://robgglez.wix.com/vinculo-matrimonial?fb_ref=Default
- 2015: La cara oscura de la Luna. Visita pastoral y buro-pornocracia (Uruapan).http://robgglez.wix.com/visita-pastoral?fb_ref=Default
- 2015: Mis publicaciones online. Descarga de textos en formato PDF (Uruapan).http://robgglez.wix.com/mis-sitios-online?fb_ref=Default
- 2015: »Dejarlo todo«, incluso la sede de Pedro, para seguir al Señor: J. Ratzinger – Benedicto XVI (Uruapan).http://robgglez.wix.com/ratzinger?fb_ref=Default

| Personendaten    | Personendaten                                     |
| ---------------- | ------------------------------------------------- |
| NAME             | García González, Roberto                          |
| KURZBESCHREIBUNG | mexikanischer Philosoph und katholischer Priester |
| GEBURTSDATUM     | 8. November 1971                                  |
| GEBURTSORT       | Churintzio                                        |